# Казаченко, Николай Иванович
Николай Иванович Казаченко (1913, Глубокое — 27 марта 1944, Николаев) — Герой Советского Союза, участник «десанта Ольшанского», пулемётчик стрелковой роты 384-го отдельного батальона морской пехоты Одесской военно-морской базы Черноморского флота, матрос.

## Биография
Родился 27 декабря 1913 года в посёлке Глубокое, ныне районом центре Восточно-Казахстанской области, в семье крестьянина. Русский. Образование начальное. Работал на Иртышском медеплавильном заводе, затем штурвальным в Верхнеиртышском речном пароходстве.
В Военно-Морском Флоте 1941 года. С начала Великой Отечественной войны служил в морской пехоте Черноморского флота. Летом и осенью 1942 года защищал Новороссийск и Туапсе. В одном из боёв был тяжело ранен и лечился в госпитале.
В апреле 1943 года матрос Казаченко был направлен в сформированный 384-й отдельный батальон морской пехоты Черноморского флота.
Осенью 1943 года участвовал в десантных операциях в города Азовского побережья: Таганрог, Мариуполь и Осипенко (ныне Бердянск). Причём в Таганрогский десантный отряд он не был отобран, но в темноте «зайцем» сел в одну из лодок и участвовал в бою, за что получил вместо медали одновременно выговор за своеволие и благодарность за отвагу в бою. Затем были бои на Кинбурнской косе, освобождение посёлков Херсонской области Александровка, Богоявленское (ныне Октябрьский) и Широкая Балка .

## Подвиг
Во второй половине марта 1944 года войска 28-й армии начали бои по освобождению города Николаева. Чтобы облегчить фронтальный удар наступающих, было решено высадить в порт Николаев десант. Из состава 384-го отдельного батальона морской пехоты выделили группу десантников под командованием старшего лейтенанта Константина Ольшанского. В неё вошли 55 моряков, 2 связиста из штаба армии и 10 сапёров. Проводником пошёл местный рыбак Андреев. Одним из десантников был матрос Казаченко.
Двое суток отряд вёл кровопролитные бои, отбил 18 ожесточённых атак противника, уничтожив при этом до 700 солдат и офицеров врага. Во время последней атаки фашисты применили танки-огнемёты и отравляющие вещества. Но ничто не смогло сломить сопротивление десантников, принудить их сложить оружие. Они с честью выполнили боевую задачу.
28 марта 1944 года советские войска освободили Николаев. Когда наступающие ворвались в порт, им предстала картина происшедшего здесь побоища: разрушенные снарядами обгорелые здания, более 700 трупов фашистских солдат и офицеров валялись кругом, смрадно чадило пожарище. Из развалин конторы порта вышло 6 уцелевших, едва державшихся на ногах десантников, ещё 2-х отправили в госпиталь. В развалинах конторы нашли ещё четверых живых десантников, которые скончались от ран в этот же день. Пали все офицеры, старшины, сержанты и многие краснофлотцы. Погиб и матрос Н. И. Казаченко.
Похоронен в братской могиле в городе Николаев в сквере 68-ми десантников.
Весть об их подвиге разнеслась по всей армии, по всей стране. Верховный Главнокомандующий приказал всех участников десанта представить к званию Героя Советского Союза.
Указом Президиума Верховного Совета СССР от 20 апреля 1945 года за образцовое выполнение боевых заданий командования на фронте борьбы с немецкими захватчиками и проявленные при этом отвагу и геройство матросу Казаченко Николаю Ивановичу было присвоено звание Героя Советского Союза (посмертно).
Награждён орденом Ленина.
Их именем названа улица города, открыт Народный музей боевой славы моряков-десантников. В Николаеве в сквере имени 68-ми десантников установлен памятник. В посёлке Октябрьском на берегу Бугского лимана, откуда уходили на задание десантники, установлена мемориальная гранитная глыба с памятной надписью.
Имя Героя носит улица в посёлке городского типа Глубокое Восточно-Казахстанской области республики Казахстан.